# Calendrier de la saison de cyclo-cross 2023-2024
Navigation
2022-2023 2024-2025
Le calendrier de la saison de cyclo-cross 2023-2024 regroupe des courses de cyclo-cross débutant le 3 septembre 2023 et finissant le 25 février 2024. Les épreuves individuelles sont classées en cinq catégories. La plus haute catégorie regroupe les épreuves de la coupe du monde (CDM), qui donne lieu à un classement. Derrière elles, on retrouve les courses de catégorie C1 et C2, qui attribuent des points pour le classement mondial, ensuite les courses réservées aux moins de 23 ans, appelés également espoirs (catégorie CU) et enfin les courses pour les juniors (catégorie CJ). On retrouve également les championnats nationaux (CN) qui sont organisés dans une trentaine de pays.

## Calendrier

### Septembre
| Date | Course                                                         | Classe | Vainqueur homme                                       | Vainqueur femme                        |
| ---- | -------------------------------------------------------------- | ------ | ----------------------------------------------------- | -------------------------------------- |
| 3    | Hope Supercross #1, Houghton-le-Spring                         | C2     | Thomas Mein (Hope Factory Racing)                     | Anna Kay (Cyclocross Reds)             |
| 9    | 4 Bikes Festival, Lützelbach                                   | C2     | Loris Rouiller (Heizomat Radteam p/b Kloster Kitchen) | Marie Schreiber (SD Worx)              |
| 10   | Hope Supercross #2, Bradford                                   | C2     | Thomas Mein (Hope Factory Racing)                     | Anna Kay (Cyclocross Reds)             |
| 10   | GGEW Grand Prix, Bensheim                                      | C2     | Stan Godrie (ZZPR.nl-Parkhotel-Orange Babies)         | Marie Schreiber (SD Worx)              |
| 16   | USCX Series #1 - Virginia's Blue Ridge Go Cross Day 1, Roanoke | C1     | Loris Rouiller (Heizomat Radteam p/b Kloster Kitchen) | Maghalie Rochette (Canyon Collective)  |
| 17   | Kleeberg Cross, Malines                                        | C2     | Ward Huybs (Baloise Trek Lions)                       | Aniek van Alphen (Cyclocross Reds)     |
| 17   | Hope Supercross #3, Barnoldswick                               | C2     | Thomas Mein (Hope Factory Racing)                     | Anna Kay (Cyclocross Reds)             |
| 17   | USCX Series #2 - Virginia's Blue Ridge Go Cross Day 2, Roanoke | C2     | Loris Rouiller (Heizomat Radteam p/b Kloster Kitchen) | Maghalie Rochette (Canyon Collective)  |
| 23   | USCX Series #3 - Rochester Cyclocross Day 1, Rochester         | C1     | Vincent Baestaens (Spits CX Team)                     | Maghalie Rochette (Canyon Collective)  |
| 23   | Varberg Cyclocross, Varberg                                    | C2     | David Risberg (Evolite Cycling Club)                  | Alicia Franck (De Ceuster-Bonache)     |
| 24   | Radcross Illnau, Illnau                                        | C2     | Kevin Kuhn (Circus-Re Uz-Technord)                    | Hélène Clauzel (AS Bike Racing)        |
| 24   | USCX Series #4 - Rochester Cyclocross Day 2, Rochester         | C2     | Vincent Baestaens (Spits CX Team)                     | Maghalie Rochette (Canyon Collective)  |
| 28   | Toi Toi Cup #1, Kolín                                          | C2     | Adam Ťoupalík (Elkov-Kasper)                          | Kristýna Zemanová (Brilon Racing Team) |
| 30   | USCX Series #5 - Charm City Cross Day 1, Baltimore             | C1     | Anton Ferdinande (Deschacht-Hens-Maes)                | Maghalie Rochette (Canyon Collective)  |
| 30   | Grand Prix Ostrava, Ostrava                                    | C2     | Victor Van de Putte (Deschacht-Hens-Maes)             | Alicia Franck (De Ceuster-Bonache)     |

### Octobre
| Date | Course                                                                | Classe | Vainqueur homme                                    | Vainqueur femme                                        |
| ---- | --------------------------------------------------------------------- | ------ | -------------------------------------------------- | ------------------------------------------------------ |
| 1    | Swiss Cyclocross Cup #1, Mettmenstetten                               | C2     | Kevin Kuhn (Circus-Re Uz-Technord)                 | Hélène Clauzel (AS Bike Racing)                        |
| 1    | GP Citta' Di Tarvisio, Tarvisio                                       | C2     | Federico Ceolin (Bibione Cycling Team)             | Francesca Baroni (Hubo-Remotive)                       |
| 1    | Coupe d'Espagne #1, Gijón                                             | C2     | Kevin Suárez Fernández (Nesta-MMR)                 | Laura Verdonschot (De Ceuster-Bonache)                 |
| 1    | USCX Series #6 - Charm City Cross Day 2, Baltimore                    | C2     | Andrew Strohmeyer (CXD Trek Bikes)                 | Maghalie Rochette (Canyon Collective)                  |
| 7    | Coupe d'Espagne #2, Pontevedra                                        | C1     | Kevin Suárez Fernández (Nesta-MMR)                 | Laura Verdonschot (De Ceuster-Bonache)                 |
| 7    | National Trophy Series #1, South Shields                              | C2     | Thomas Mein (Hope Factory Racing)                  | Elena Day (Spectra Cannondale p/b Das)                 |
| 7    | Toi Toi Cup #2, Mladá Boleslav                                        | C2     | Michael Boroš (Elkov-Kasper)                       | Kristýna Zemanová (Brilon Racing Team)                 |
| 7    | International Cyclo Cross Bad Salzdetfurth #1, Bad Salzdetfurth       | C2     | Timon Rüegg (Heizomat Radteam p/b Kloster Kitchen) | Judith Krahl (Heizomat Radteam p/b Kloster Kitchen)    |
| 7    | Major Taylor Cross Cup Day 1, Indianapolis                            | C2     | Joris Nieuwenhuis (Baloise Trek Lions)             | Zoe Bäckstedt (Canyon-SRAM Racing)                     |
| 8    | Brumath Bike Festival, Brumath                                        | C1     | Ward Huybs (Baloise Trek Lions)                    | Marie Schreiber (SD Worx)                              |
| 8    | Exact Cross #1 - be-Mine Cross, Beringen                              | C2     | Thibau Nys (Baloise Trek Lions)                    | Fem van Empel (Jumbo-Visma)                            |
| 8    | CX Rivellino, Osoppo                                                  | C2     | Federico Ceolin (Bibione Cycling Team)             | Sara Casasola (FAS Airport Services-Guerciotti-Premac) |
| 8    | Ciclocross Internacional Xaxancx, Marín                               | C2     | Felipe Orts (Burgos-BH)                            | Laura Verdonschot (De Ceuster-Bonache)                 |
| 8    | Grand Prix Selce, Selce                                               | C2     | Mickaël Crispin (Philippe Wagner Cycling)          | Viktória Chladoňová (Climberg Sport Team)              |
| 8    | International Cyclo Cross Bad Salzdetfurth #2, Bad Salzdetfurth       | C2     | Joran Wyseure (Crelan-Corendon)                    | Judith Krahl (Heizomat Radteam p/b Kloster Kitchen)    |
| 8    | Major Taylor Cross Cup Day 2, Indianapolis                            | C2     | Eric Brunner (WTB-Pivot)                           | Zoe Bäckstedt (Canyon-SRAM Racing)                     |
| 12   | Coupe d'Espagne #3, As Pontes                                         | C1     | Jens Dekker (Orange Babies)                        | Laura Verdonschot (De Ceuster-Bonache)                 |
| 13   | Trek Cup, Waterloo                                                    | C2     | Pim Ronhaar (Baloise Trek Lions)                   | Shirin van Anrooij (Baloise Trek Lions)                |
| 14   | National Trophy Series #2, Thornton in Craven                         | C2     | Jente Michels (Alpecin-Deceuninck)                 | Anna Kay (Cyclocross Reds)                             |
| 14   | Ciclocross Internacional Concello de Ribadumia, Ribadumia             | C2     | Jens Dekker (Orange Babies)                        | Laura Verdonschot (De Ceuster-Bonache)                 |
| 14   | Toi Toi Cup #3, Jičín                                                 | C2     | Michael Boroš (Elkov-Kasper)                       | Kristýna Zemanová (Brilon Racing Team)                 |
| 14   | Querfeldrhein - Gravel Und Cross-Festival Düsseldorf, Düsseldorf      | C2     | Lander Loockx (Tour de Tietema-Unibet)             | Francesca Baroni (Hubo-Remotive)                       |
| 15   | Coupe du monde de cyclo-cross #1, Waterloo                            | CDM    | Thibau Nys (Baloise Trek Lions)                    | Fem van Empel (Jumbo-Visma)                            |
| 15   | GP Oisterwijk, Oisterwijk                                             | C2     | Gerben Kuypers (Circus-Re Uz-Technord)             | Blanka Vas (SD Worx)                                   |
| 15   | Swiss Cyclocross Cup #2, Steinmaur                                    | C2     | Kevin Kuhn (Circus-Re Uz-Technord)                 | Sara Casasola (FAS Airport Services-Guerciotti-Premac) |
| 15   | Ciclocrosse de Melgaço, Melgaço                                       | C2     | Felipe Orts (Burgos-BH)                            | Laura Verdonschot (De Ceuster-Bonache)                 |
| 15   | Grand Prix Podbrezová, Podbrezová                                     | C2     | Mickaël Crispin (Philippe Wagner Cycling)          | Viktória Chladoňová (Climberg Sport Team)              |
| 15   | Verge Cross Clonmel, Clonmel                                          | C2     | Jente Michels (Alpecin-Deceuninck)                 | Anna Kay (Cyclocross Reds)                             |
| 19   | Kermiscross, Ardoye                                                   | C2     | Gerben Kuypers (Circus-Re Uz-Technord)             | Annemarie Worst (Cyclocross Reds)                      |
| 21   | Kings CX Day 1, Mason                                                 | C1     | Curtis White (Steve Tilford Foundation Racing)     | Clara Honsinger (Team S&M CX)                          |
| 21   | Internationale Cyclocross Heerderstrand, Heerde                       | C2     | Niels Vandeputte (Alpecin-Deceuninck)              | Manon Bakker (Crelan-Corendon)                         |
| 21   | Coupe de France #1, Quelneuc                                          | C2     | Sandy Dujardin (TotalEnergies)                     | Amandine Fouquenet (Arkéa)                             |
| 21   | Gran Premio Internazionale CX Città di Jesolo, Jesolo                 | C2     | Filippo Fontana (CS Carabinieri)                   | Carlotta Borello (ASD DP66)                            |
| 21   | Toi Toi Cup #4, Holé Vrchy                                            | C2     | Michael Boroš (Elkov-Kasper)                       | Kristýna Zemanová (Brilon Racing Team)                 |
| 21   | Cyclocross de Lévis, Lévis                                            | C1     | Mika Comaniuk (Studio Vélo)                        | Sidney McGill (Cervélo Orange Living)                  |
| 22   | Superprestige #1, Overijse                                            | C2     | Eli Iserbyt (Pauwels Sauzen-Bingoal)               | Fem van Empel (Jumbo-Visma)                            |
| 22   | Coupe de France #2, Quelneuc                                          | C2     | Kevin Suárez Fernández (Nesta-MMR)                 | Amandine Fouquenet (Arkéa)                             |
| 22   | Swiss Cyclocross Cup #3, Schneisingen                                 | C2     | Timon Rüegg (Heizomat Radteam p/b Kloster Kitchen) | Sara Casasola (FAS Airport Services-Guerciotti-Premac) |
| 22   | Grand Prix Trnava, Trnava                                             | C2     | Marek Konwa (TJ Auto Škoda)                        | Kristýna Zemanová (Brilon Racing Team)                 |
| 22   | Kings CX Day 2, Mason                                                 | C2     | Curtis White (Steve Tilford Foundation Racing)     | Isabella Holmgren (Stimulus Orbea)                     |
| 24   | Kiremko Nacht van Woerden, Woerden                                    | C2     | Lars van der Haar (Baloise Trek Lions)             | Fem van Empel (Jumbo-Visma)                            |
| 28   | Superprestige #2, Ruddervoorde                                        | C1     | Eli Iserbyt (Pauwels Sauzen-Bingoal)               | Ceylin Alvarado (Alpecin-Deceuninck)                   |
| 28   | International Cyclocross Increa Brugherio, Brugherio                  | C1     | Timon Rüegg (Heizomat Radteam p/b Kloster Kitchen) | Sara Casasola (FAS Airport Services-Guerciotti-Premac) |
| 28   | USCX Series #7 - Really Rad Festival Day 1, Falmouth                  | C1     | Curtis White (Steve Tilford Foundation Racing)     | Maghalie Rochette (Canyon Collective)                  |
| 28   | Cyclo-cross International Souvenir Anthony Revel #NormandyCX, Brionne | C2     | Aaron Dockx (Crelan-Corendon)                      | Olivia Onesti (Van Rysel CX Racing)                    |
| 28   | National Trophy Series #3, Derby                                      | C2     | Thomas Mein (Hope Factory Racing)                  | Nikki Brammeier (Mudiita)                              |
| 28   | Grand Prix Topoľčianky, Topoľčianky                                   | C2     | Václav Ježek (Brilon Racing Team)                  | Viktória Chladoňová (Climberg Sport Team)              |
| 28   | Grote Prijs CK Aarhus I, Aarhus                                       | C2     | Arne Vrachten (Acrog-Tormans)                      | Femke Gort (Proximus-Cyclis-AlphaMotorhomes)           |
| 29   | Coupe du monde de cyclo-cross #2, Maasmechelen                        | CDM    | Lars van der Haar (Baloise Trek Lions)             | Fem van Empel (Jumbo-Visma)                            |
| 29   | Rivabellacross #NormandyCX, Ouistreham                                | C2     | Yorben Lauryssen (Pauwels Sauzen-Bingoal)          | Évita Muzic (FDJ-Suez)                                 |
| 29   | International Cyclocross Grand Prix Cicli Francesconi, Salvirola      | C2     | Marek Konwa (TJ Auto Škoda)                        | Eva Lechner (Alé Cycling)                              |
| 29   | Coupe d'Espagne #4, Les Franqueses,                                   | C2     | Gonzalo Inguanzo (GD Supermercados Froiz)          | Irene Trabazo (XSM-San Tomé de Piñeiro)                |
| 29   | Grote Prijs CK Aarhus II, Aarhus                                      | C2     | Arne Vrachten (Acrog-Tormans)                      | Femke Gort (Proximus-Cyclis-AlphaMotorhomes)           |
| 29   | USCX Series #8 - Really Rad Festival Day 2, Falmouth                  | C2     | Curtis White (Steve Tilford Foundation Racing)     | Maghalie Rochette (Canyon Collective)                  |

### Novembre
| Date | Course                                                 | Classe | Vainqueur homme                                           | Vainqueur femme                                        |
| ---- | ------------------------------------------------------ | ------ | --------------------------------------------------------- | ------------------------------------------------------ |
| 1    | X²O Badkamers Trofee #1, Audenarde                     | C1     | Thibau Nys (Baloise Trek Lions)                           | Fem van Empel (Jumbo-Visma)                            |
| 1    | Cyclo-cross International de Dijon, Dijon              | C2     | Valentin Remondet (Team CX TPM)                           | Jinse Peeters (Proximus-Cyclis-AlphaMotorhomes)        |
| 1    | CX Internazionale Firenze, Florence                    | C2     | Gioele Bertolini (FAS Airport Services-Guerciotti-Premac) | Eva Lechner (Alé Cycling)                              |
| 3-5  | Championnats d'Europe de cyclo-cross, Pontchâteau      | CC     | Michael Vanthourenhout (Pauwels Sauzen-Bingoal)           | Fem van Empel (Jumbo-Visma)                            |
| 4    | Thunder Cross, Missoula                                | C2     | Eric Brunner (WTB-Pivot)                                  | Clara Honsinger (Team S&M CX)                          |
| 5    | Championnats panaméricains de cyclo-cross, Missoula    | CC     | Eric Brunner (WTB-Pivot)                                  | Isabella Holmgren (Stimulus Orbea)                     |
| 5    | Coupe d'Espagne #5, Karrantza                          | C2     | Gonzalo Inguanzo (GD Supermercados Froiz)                 | Irene Trabazo (XSM-San Tomé de Piñeiro)                |
| 11   | Superprestige #3, Niel                                 | C1     | Eli Iserbyt (Pauwels Sauzen-Bingoal)                      | Ceylin Alvarado (Alpecin-Deceuninck)                   |
| 11   | Coupe de France #3, Albi                               | C2     | Rémi Lelandais (Team CX TPM)                              | Amandine Vidon (Team Fima-RDV Bikeshop Alian)          |
| 11   | National Trophy Series #4, Paignton                    | C2     | Thomas Mein (Hope Factory Racing)                         | Elena Day (Spectra Cannondale p/b Das)                 |
| 11   | Toi Toi Cup #5, Rýmařov                                | C2     | Marek Konwa (TJ Auto Škoda)                               | Joyce Vanderbeken (Bike-Advice CT)                     |
| 11   | Coupe d'Espagne #6, Alcobendas                         | C2     | Gonzalo Inguanzo (GD Supermercados Froiz)                 | Lucía González (Nesta-MMR)                             |
| 12   | Coupe du monde de cyclo-cross #3, Termonde             | CDM    | Pim Ronhaar (Baloise Trek Lions)                          | Ceylin Alvarado (Alpecin-Deceuninck)                   |
| 12   | Coupe de France #4, Albi                               | C2     | Tony Périou (VC Pays de Loudéac)                          | Amandine Fouquenet (Arkéa)                             |
| 12   | Swiss Cyclocross Cup #4, Hittnau                       | C2     | Timon Rüegg (Heizomat Radteam p/b Kloster Kitchen)        | Sara Casasola (FAS Airport Services-Guerciotti-Premac) |
| 12   | Velopark Debrecen Grand Prix, Debrecen                 | C2     | Ferre Geeraerts (Young Cycling Talent D&D)                | Suzanne Verhoeven (De Ceuster-Bonache)                 |
| 18   | Superprestige #4, Merksplas                            | C1     | Joris Nieuwenhuis (Baloise Trek Lions)                    | Ceylin Alvarado (Alpecin-Deceuninck)                   |
| 18   | Cyclo-cross de Gernelle, Gernelle                      | C2     | Marcel Meisen (Stevens Racing)                            | Jinse Peeters (Proximus-Cyclis-AlphaMotorhomes)        |
| 18   | Grand Prix X-Bionic Samorin 1, Šamorín                 | C2     | Marek Konwa (TJ Auto Škoda)                               | Zuzanna Krzystała (Pho3nix Cycling Team)               |
| 18   | Owocowy Przełaj Laskowice, Laskowice                   | C2     | Szymon Pomian (GKS Cartusia w Kartuzach Bike Atelier)     | Dominika Włodarczyk (Mat Atom Deweloper Wrocław)       |
| 18   | North Carolina Grand Prix Day 1, Hendersonville        | C2     | Curtis White (Steve Tilford Foundation Racing)            | Caroline Mani (Groove Off Road Racing)                 |
| 19   | Coupe du monde de cyclo-cross #4, Troyes               | CDM    | Eli Iserbyt (Pauwels Sauzen-Bingoal)                      | Ceylin Alvarado (Alpecin-Deceuninck)                   |
| 19   | Grand Prix X-Bionic Samorin 2, Šamorín                 | C2     | Marek Konwa (TJ Auto Škoda)                               | Zuzanna Krzystała (Pho3nix Cycling Team)               |
| 19   | Turin International Cyclocross, San Francesco al Campo | C2     | Samuele Leone (FAS Airport Services-Guerciotti-Premac)    | Eva Lechner (Alé Cycling)                              |
| 19   | North Carolina Grand Prix Day 2, Hendersonville        | C2     | Curtis White (Steve Tilford Foundation Racing)            | Caroline Mani (Groove Off Road Racing)                 |
| 19   | Supercross Nobeyama, Nobeyama                          | C2     | Hijiri Oda (Yowamushipedal Cycling Team)                  | Kasuga Watabe (Université Meiji)                       |
| 25   | X²O Badkamers Trofee #2, Courtrai                      | C2     | Eli Iserbyt (Pauwels Sauzen-Bingoal)                      | Fem van Empel (Jumbo-Visma)                            |
| 26   | Coupe du monde de cyclo-cross #5, Dublin               | CDM    | Pim Ronhaar (Baloise Trek Lions)                          | Lucinda Brand (Baloise Trek Lions)                     |
| 26   | Cyclo-cross International d'Auxerre, Auxerre           | C2     | Lander Loockx (Tour de Tietema-Unibet)                    | Marlène Petitgirard (VC Ornans)                        |
| 26   | Gran Premio Val Fontanabuona, San Colombano Certénoli  | C2     | Filippo Agostinacchio (Beltrami TSA-Tre Colli)            | Eva Lechner (Alé Cycling)                              |
| 26   | Bear Crossing Grand Prix, Victoria                     | C2     | Evan Russell (Global 6 Cycling)                           | Isabella Holmgren (Stimulus Orbea)                     |
| 26   | Grand Prix Ziar Nad Hronom, Žiar nad Hronom            | C2     | Marek Konwa (TJ Auto Škoda)                               | Viktória Chladoňová (Climberg Sport Team)              |
| 26   | Kansai Cyclo-Cross Biwako Grand Prix, Shiga            | C2     | Hijiri Oda (Yowamushipedal Cycling Team)                  | Yui Ishida (Indépendant)                               |

### Décembre
| Date | Course                                                  | Classe | Vainqueur homme                           | Vainqueur femme                                        |
| ---- | ------------------------------------------------------- | ------ | ----------------------------------------- | ------------------------------------------------------ |
| 2    | Superprestige #5, Boom                                  | C1     | Joris Nieuwenhuis (Baloise Trek Lions)    | Fem van Empel (Jumbo-Visma)                            |
| 2    | Toi Toi Cup #6, Hlinsko                                 | C2     | Michael Boroš (Elkov-Kasper)              | Kristýna Zemanová (Brilon Racing Team)                 |
| 2    | Nash Dash Day 1, Hampton                                | C2     | Eric Brunner (WTB-Pivot)                  | Mackenzie Myatt (Cyclesmith Cycling Club)              |
| 3    | Coupe du monde de cyclo-cross #6, Flamanville           | CDM    | Eli Iserbyt (Pauwels Sauzen-Bingoal)      | Lucinda Brand (Baloise Trek Lions)                     |
| 3    | Bryksy Cross Gościęcin, Gościęcin                       | C2     | Marek Konwa (TJ Auto Škoda)               | Zuzanna Krzystała (Pho3nix Cycling Team)               |
| 3    | Nash Dash Day 2, Hampton                                | C2     | Eric Brunner (WTB-Pivot)                  | Mackenzie Myatt (Cyclesmith Cycling Club)              |
| 7    | Internationale Cyclocross Rucphen, Rucphen              | C2     | Ryan Kamp (Pauwels Sauzen-Bingoal)        | Laura Verdonschot (De Ceuster-Bonache)                 |
| 8    | Ciclocross del Ponte, Faè                               | C2     | Filippo Fontana (CS Carabinieri)          | Sara Casasola (FAS Airport Services-Guerciotti-Premac) |
| 9    | Exact Cross #2, Essen                                   | C2     | Wout van Aert (Jumbo-Visma)               | Marion Norbert-Riberolle (Crelan-Corendon)             |
| 9    | Coupe de France #5, Flamanville                         | C2     | Joshua Dubau (Van Rysel CX Racing Team)   | Hélène Clauzel (AS Bike Racing)                        |
| 9    | National Trophy Series #5, Gravesend                    | C2     | Ben Chilton (Ribble Collective)           | Xan Crees (Spectra Cannondale p/b Das)                 |
| 9    | I Ciclocross Internacional Ciudad de Tarazona, Tarazona | C2     | Felipe Orts (Burgos-BH)                   | Lucía González (Nesta-MMR)                             |
| 9    | Toi Toi Cup #7, Veselí nad Lužnicí                      | C2     | Pavel Jindřich (ČEZ Cyklo Team Tábor)     | Sofia Ungerová (Slovaquie)                             |
| 10   | Coupe du monde de cyclo-cross #7, Val di Sole           | CDM    | Joris Nieuwenhuis (Baloise Trek Lions)    | Manon Bakker (Crelan-Corendon)                         |
| 10   | Coupe de France #6, Flamanville                         | C2     | Joshua Dubau (Van Rysel CX Racing Team)   | Amandine Fouquenet (Arkéa)                             |
| 10   | Lubuskie Warte Zachodu, Zielona Góra                    | C2     | Marek Konwa (TJ Auto Škoda)               | Zuzanna Krzystała (Pho3nix Cycling Team)               |
| 16   | X²O Badkamers Trofee #3, Herentals                      | C2     | Mathieu van der Poel (Alpecin-Deceuninck) | Fem van Empel (Jumbo-Visma)                            |
| 16   | Coupe d'Espagne #7, Xàtiva                              | C2     | Felipe Orts (Burgos-BH)                   | Alba Teruel (Laboral Kutxa-Fundacion Euskadi)          |
| 17   | Coupe du monde de cyclo-cross #8, Namur                 | CDM    | Tom Pidcock (Ineos Grenadiers)            | Ceylin Alvarado (Alpecin-Deceuninck)                   |
| 17   | Coupe d'Espagne #8, Valence                             | C2     | Felipe Orts (Burgos-BH)                   | Sofia Rodríguez (Nesta-MMR)                            |
| 22   | Exact Cross #3, Mol                                     | C2     | Mathieu van der Poel (Alpecin-Deceuninck) | Lucinda Brand (Baloise Trek Lions)                     |
| 23   | Coupe du monde de cyclo-cross #9, Anvers                | CDM    | Mathieu van der Poel (Alpecin-Deceuninck) | Fem van Empel (Jumbo-Visma)                            |
| 26   | Coupe du monde de cyclo-cross #10, Gavere               | CDM    | Mathieu van der Poel (Alpecin-Deceuninck) | Puck Pieterse (Fenix-Deceuninck)                       |
| 27   | Superprestige #6, Heusden-Zolder                        | C1     | Wout van Aert (Jumbo-Visma)               | Fem van Empel (Jumbo-Visma)                            |
| 28   | Superprestige #7, Diegem                                | C1     | Mathieu van der Poel (Alpecin-Deceuninck) | Puck Pieterse (Fenix-Deceuninck)                       |
| 29   | Exact Cross #4, Loenhout                                | C1     | Mathieu van der Poel (Alpecin-Deceuninck) | Sanne Cant Crelan-Corendon                             |
| 30   | Coupe du monde de cyclo-cross #11, Hulst                | CDM    | Mathieu van der Poel (Alpecin-Deceuninck) | Puck Pieterse (Fenix-Deceuninck)                       |

### Janvier
| Date | Course                                         | Classe | Vainqueur homme                                 | Vainqueur femme                                |
| ---- | ---------------------------------------------- | ------ | ----------------------------------------------- | ---------------------------------------------- |
| 1    | X²O Badkamers Trofee #4, Baal                  | C1     | Mathieu van der Poel (Alpecin-Deceuninck)       | Fem van Empel (Visma-Lease a Bike)             |
| 1    | Grand Prix Garage Collé, Pétange               | C2     | Joshua Dubau (Van Rysel CX Racing Team)         | Christine Majerus (SD Worx)                    |
| 4    | X²O Badkamers Trofee #5, Coxyde                | C1     | Mathieu van der Poel (Alpecin-Deceuninck)       | Fem van Empel (Visma-Lease a Bike)             |
| 6    | Hexia Cyclocross Gullegem, Gullegem            | C2     | Michael Vanthourenhout (Pauwels Sauzen-Bingoal) | Zoe Bäckstedt (Canyon-SRAM Racing)             |
| 6    | National Trophy Series #6, Bradford            | C2     | Thomas Mein (Hope Factory Racing)               | Ella Maclean-Howell (Hope Tech Factory Racing) |
| 7    | Coupe du monde de cyclo-cross #12, Zonhoven    | CDM    | Mathieu van der Poel (Alpecin-Deceuninck)       | Puck Pieterse (Fenix-Deceuninck)               |
| 15   | Cyclocross Otegem, Otegem                      | C2     | Eli Iserbyt (Pauwels Sauzen-Bingoal)            | Marion Norbert-Riberolle (Crelan-Corendon)     |
| 20   | Exact Cross #5, Zonnebeke                      | C2     | Michael Vanthourenhout (Pauwels Sauzen-Bingoal) | Marion Norbert-Riberolle (Crelan-Corendon)     |
| 21   | Coupe du monde de cyclo-cross #13, Benidorm    | CDM    | Wout van Aert (Visma-Lease a Bike)              | Fem van Empel (Visma-Lease a Bike)             |
| 27   | X²O Badkamers Trofee #6, Hamme                 | C1     | Mathieu van der Poel (Alpecin-Deceuninck)       | Fem van Empel (Visma-Lease a Bike)             |
| 28   | Coupe du monde de cyclo-cross #14, Hoogerheide | CDM    | Mathieu van der Poel (Alpecin-Deceuninck)       | Fem van Empel (Visma-Lease a Bike)             |

### Février
| Date | Course                                      | Classe | Vainqueur homme                                 | Vainqueur femme                        |
| ---- | ------------------------------------------- | ------ | ----------------------------------------------- | -------------------------------------- |
| 4    | Championnats du monde de cyclo-cross, Tábor | CM     | Mathieu van der Poel (Alpecin-Deceuninck)       | Fem van Empel (Visma-Lease a Bike)     |
| 7    | Exact Cross #6, Maldegem                    | C2     | Eli Iserbyt (Pauwels Sauzen-Bingoa)             | Laura Verdonschot (De Ceuster-Bonache) |
| 10   | Superprestige #8, Middelkerke               | C1     | Eli Iserbyt (Pauwels Sauzen-Bingoa)             | Lucinda Brand (Baloise Trek Lions)     |
| 11   | X²O Badkamers Trofee #7, Lille              | C1     | Niels Vandeputte (Alpecin-Deceuninck)           | Fem van Empel (Visma-Lease a Bike)     |
| 17   | Exact Cross #7, Saint-Nicolas               | C2     | Michael Vanthourenhout (Pauwels Sauzen-Bingoal) | Lucinda Brand (Baloise Trek Lions)     |
| 18   | X²O Badkamers Trofee #8, Bruxelles          | C1     | Eli Iserbyt (Pauwels Sauzen-Bingoa)             | Lucinda Brand (Baloise Trek Lions)     |
| 25   | Internationale Sluitingsprijs, Oostmalle    | C1     | Niels Vandeputte (Alpecin-Deceuninck)           | Lucinda Brand (Baloise Trek Lions)     |

## Championnats nationaux (CN)
| Nation           | Date             | Élites hommes             | Élites femmes         | Espoirs hommes          | Espoirs femmes      | Juniors hommes                | Juniors femmes          |
| ---------------- | ---------------- | ------------------------- | --------------------- | ----------------------- | ------------------- | ----------------------------- | ----------------------- |
| Allemagne        | 14 janvier 2024  | Marcel Meisen             | Elisabeth Brandau     | Hannes Degenkolb        | Sina Van Thiel      | Benedikt Benz                 | Kaija Budde             |
| Australie        | 19 août 2023     | Christopher Aitken        | Katherine Hosking     | Tristan Nash            | Sophie Sutton       | Sam Northey                   | Ruby Taylor             |
| Autriche         | 14 janvier 2024  | Gregor Raggl              | Nadja Heigl           | Lukas Hatz              | Nora Fischer        | Valentin Hofer                | Sophia Knaubert         |
| Belgique         | 14 janvier 2024  | Eli Iserbyt               | Sanne Cant            | Emiel Verstrynge        | Fleur Moors         | Arthur Van den Boer           | Ilken Seynave           |
| Canada           | 25 novembre 2023 | Evan Russell              | Ava Holmgren          | Ian Ackert              | Isabella Holmgren   | Jayden McMullen               | Rafaëlle Carrier        |
| Chili            | 19 août 2023     | Patricio Campbell Vilches | Daniela Rojas Meneses | Juan Moya Poblete       | N/A                 | Maximiliano San Martin Cartes | Ivonne Risco Narvaez    |
| Croatie          | 14 janvier 2024  | Anthony Bilić             | Larisa Bošnjak        | N/A                     | N/A                 | N/A                           | N/A                     |
| Danemark         | 14 janvier 2024  | Daniel Weis Nielsen       | Ann-Dorthe Lisbygd    | N/A                     | N/A                 | Albert Withen Philipsen       | Sara Aaboe Kallestrup   |
| Espagne          | 14 janvier 2024  | Felipe Orts               | Lucía González        | Raúl Mira Bonastre      | Marta Cano          | Hodei Muñoz                   | Lorena Patiño           |
| Estonie          | 21 octobre 2023  | Markus Pajur              | Laura Lizette Sander  | N/A                     | N/A                 | Oliver Mätik                  | Liisi Lohk              |
| États-Unis       | 10 décembre 2023 | Eric Brunner              | Clara Honsinger       | Jack Spranger           | Lizzy Gunsalus      | David Thompson                | Vida Lopez De San Roman |
| Finlande         | 18 novembre 2023 | Aksel Rantanen            | Jenni Korhonen        | N/A                     | N/A                 | Kasper Borremans              | N/A                     |
| France           | 14 janvier 2024  | Clément Venturini         | Hélène Clauzel        | Nathan Bommenel         | Electa Gallezot     | Paul Seixas                   | Célia Gery              |
| Grande-Bretagne  | 14 janvier 2024  | Cameron Mason             | Anna Kay              | Corran Carrick-Anderson | Ella Maclean-Howell | Oscar Amey                    | Cat Ferguson            |
| Grèce            | 28 janvier 2024  | Dimítrios Antoniádis      | Eleftheria Giachou    | N/A                     | N/A                 | Nikolaos Manthos              | Georgia Rompotou        |
| Hongrie          | 14 janvier 2024  | Márton Dina               | Janka Farkas          | N/A                     | N/A                 | Zsombor Takács                | Regina Bruchner         |
| Irlande          | 14 janvier 2024  | Dean Harvey               | Aliyah Rafferty       | N/A                     | N/A                 | Conor Murphy                  | N/A                     |
| Italie           | 14 janvier 2024  | Filippo Fontana           | Sara Casasola         | Filippo Agostinacchio   | Valentina Corvi     | Stefano Viezzi                | Elisa Ferri             |
| Japon            | 14 janvier 2024  | Hijiri Oda                | Akari Kobayashi       | Tatsuumi Soejima        | N/A                 | Koshi Norita                  | Aika Hiyoshi            |
| Lituanie         | 29 octobre 2023  | Venantas Lašinis          | Daiva Ragažinskienė   | N/A                     | N/A                 | Arnas Bilertas                | Gabija Jonaitytė        |
| Luxembourg       | 13 janvier 2024  | Loïc Bettendorff          | Marie Schreiber       | Mats Wenzel             | Liv Wenzel          | Rick Meylender                | Gwen Nothum             |
| Norvège          | 11 novembre 2023 | Mats Tubaas Glende        | Mie Bjørndal Ottestad | N/A                     | N/A                 | Aksel Laforce                 | Kamilla Aasebø          |
| Nouvelle-Zélande | 19 août 2023     | Craig Oliver              | Josie Wilcox          | N/A                     | N/A                 | Fletcher Adams                | Millie Donald           |
| Pays-Bas         | 14 janvier 2024  | Joris Nieuwenhuis         | Lucinda Brand         | Tibor Del Grosso        | Leonie Bentveld     | Senna Remijn                  | Puck Langenbarg         |
| Pologne          | 14 janvier 2024  | Marek Konwa               | Zuzanna Krzystała     | Brajan Swider           | Malwina Mul         | Dawid Lewandowski             | Alicja Matula           |
| Portugal         | 14 janvier 2024  | Roberto Ferreira          | Ana Mafalda Sá Santos | Rafael Sousa            | Laura Simao         | Joao Fonseca                  | Beatriz Guerra          |
| Roumanie         | 14 janvier 2024  | József Málnási            | Wendy Bunea           | Patrick Pescaru         | N/A                 | Luca Bodareu                  | N/A                     |
| Russie           | 28 janvier 2024  | Timofey Ivanov            | Kristina Ilyina       | N/A                     | N/A                 | Alexander Abramov             | Elizaveta Bor           |
| Serbie           | 14 janvier 2024  | Dušan Veselinović         | Bojana Jovanović      | N/A                     | N/A                 | Igor Davidov                  | Iva Skrbic              |
| Slovaquie        | 25 novembre 2023 | Matej Ulík                | Viktória Chladoňová   | N/A                     | N/A                 | Jakub Benča                   | N/A                     |
| Suède            | 26 novembre 2023 | Paul Greijus              | Caroline Andersson    | N/A                     | N/A                 | Vilmer Ekman                  | Elin Ålsjö              |
| Suisse           | 14 janvier 2024  | Timon Rüegg               | Alessandra Keller     | Dario Lillo             | Jana Glaus          | Nicolas Halter                | Chiara Mettier          |
| Tchéquie         | 14 janvier 2024  | Michael Boroš             | Kristýna Zemanová     | N/A                     | N/A                 | Kryštof Bažant                | Amálie Gottwaldová      |

### Compétitions
- Coupe du monde de cyclo-cross 2023-2024
- Superprestige 2023-2024
- X²O Badkamers Trofee 2023-2024
- Coupe de France de cyclo-cross 2023
- Toi Toi Cup 2023-2024
- Coupe d'Espagne de cyclo-cross 2023
- Exact Cross
- National Trophy Series 2023-2024
- USCX Cyclocross Series 2023
- Championnats du monde de cyclo-cross 2024